# 하탑중학교
하탑중학교(下塔中學校)는 대한민국 경기도 성남시 분당구 야탑동에 있는 공립 중학교이다.

## 학교 연혁
- 1994년 1월 10일 : 하탑중학교 설립 인가(13학급)
- 1994년 3월 1일 : 초대 이기숙 교장 취임
- 1994년 3월 2일 : 2, 3학년 개학(2학년 6명, 3학년 2명 계 8명)
- 1994년 3월 3일 : 제1회 입학식(신입생 123명)
- 1994년 5월 6일 : 개교기념일
- 1994년 6월 9일 : 역도부 창단
- 1995년 2월 15일 : 제1회 졸업식(졸업생 114명)
- 2004년 12월 28일 : 볼링부 창단
- 2016년 11월 21일 : 체육관(하랑관) 개관
- 2020년 9월 1일 : 제11대 박광란 교장 부임
- 2024년 1월 5일 : 제30회 졸업식(161명, 총 10,271명 졸업)
- 2024년 3월 4일 : 2024학년도 입학식(신입생 137명)

## 참고 자료
- 하탑중학교 - 한국교육학술정보원 학교알리미